# كوا آكلة للحلزون

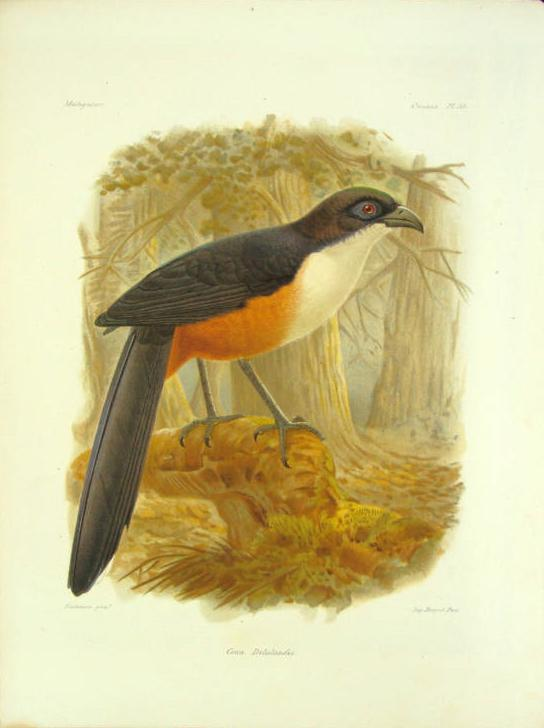

كوا آكلة للحلزون (الاسم العلمي: Coua delalandei) (بالإنجليزية: Snail-eating Coua)‏ هي نوع من الطيور يتبع جنس الكوا من الفصيلة الواقواقية.